# Страда Романа Дрита (Рим)
Страда Романа Дрита је насеље у Италији у округу Рим, региону Лацио.
Према процени из 2011. у насељу је живело 275 становника. Насеље се налази на надморској висини од 160 м.